# Víctor Gerardo Rivas López
Víctor Gerardo Rivas López (n. 25 de enero de 1964, Ciudad de México, México) es un académico y filósofo. Doctor en Filosofía por la Universidad Nacional Autónoma de México, profesor de tiempo completo en la Maestría en Estética y Arte de la Benemérita Universidad Autónoma de Puebla. Autor de libros sobre el pensamiento Barroco y los orígenes de la Modernidad, sobre biografías de distinguidos intelectuales universitarios y del sentido cultural del cine, ha escrito también múltiples ensayos sobre temas afines y otros tantos relacionados con la historia de la filosofía y la cultura, mismos que se han publicado en diversas revistas especializadas y en libros colectivos. En 1999 ganó el Premio Nacional de Ensayo que otorgan la UANL y el Conaculta.

## Biografía
Nació en la Ciudad de México el 25 de enero de 1964. Estudió la Licenciatura (entre 1983 y 1988), la Maestría (entre 1991-1993) y el Doctorado (entre 1995 a 1998) en Filosofía en la Universidad Nacional Autónoma de México. En su tesis de Doctorado obtuvo Mención honorífica.

## Estudios y carrera profesional
Estudió la Licenciatura, la Maestría y el Doctorado en Filosofía en la Universidad Nacional Autónoma de México. Profesor en el Colegio de Filosofía de la Facultad de Filosofía y Letras de la Universidad Nacional Autónoma de México. Profesor de tiempo completo en la Maestría en Estética y Arte en la Benemérita Universidad Autónoma de Puebla. Miembro del Sistema Nacional de Investigadores Nivel II

## Obra
- La sombra fugitiva: La poética del precipicio en Primero sueño/1998. Tesis para obtener el grado de Doctor en Filosofía por la Universidad Nacional Autónoma de México.
- Voluntad del ser: un estudio ontológico sobre el amor con base en Sor Juana. Tesis para obtener el grado de Licenciatura en Filosofía por la Universidad Nacional Autónoma de México.[3]
- Voluntad de ser. El puro amor y Sor Juana. Universidad Nacional Autónoma de México/ Dirección General de Publicaciones [UNAM] / Coordinación de Humanidades [UNAM] (Biblioteca de Letras), 1995[4]
- La sombra fugitiva: La poética del precipicio en el Primero sueño de sor Juana y la comprensión del humanismo barroco. Facultad de Filosofía y Letras, Universidad Nacional Autónoma de México, 2001[5]
- Del cine y el mal. Una ontología del presente. Benemérita Universidad Autónoma de Puebla, Facultad de Filosofía y Letras, 2010.[6]

## Textos en libros colectivos
- "Luis Cernuda, La elección por el deseo" VV. AA., Ensayos selectos, México, UNAM, 1996, pp. 209-215.
- "Obscuros intríngulis: El problema del conocimiento en una comedia de Alarcón", VV. AA., Ensayos en Homenaje a Juan Ruíz de Alarcón, México, UNAM, 1998, pp. 161-167
- "El áureo andrógino: Un acercamiento a la poética de Miguel Ángel", María Noel Lapoujade (comp.) Imagen, signo y símbolo. Segundo Coloquio Internacional de Estética, Puebla, BUAP, 2000, pp. 403-415.
- "El espíritu del barroco" (Introducción) y "Teratológica hipotiposis: La poética Velazqueña del retrato", Victor Gerardo Rivas y Ana María Martínez de la Escalera (Coords.), El barroco, México, UNAM, 2000 (Libro electrónico)
- "De cálamos y espejos: una reflexión en torno a la memoria autobiográfica", Acta Poética #23, México, UNAM, 2003, pp. 33-44
- "El fundamento devastado: La conversión de lo metafísico en lo fantástico de Borges", Ana María Morales, et. al. (Eds)., Lo fantástico y sus fronteras, Puebla, BUAP, 2003, pp. 245-257.
- "La concepción barroca de lo poético en una obra de Sor Juana", Sandra Lorenzano (Ed)., Aproximaciones a Sor Juana, México, Universidad del Claustro de Sor Juana/FCE, 2005, pp. 325-333.
- "Autoconciencia, femineidad y ejercicio de las letras en la respuesta a Sor Filotea de la Cruz de Sor Juana", Patricia González Gómez-Cásseres y Alicia V. Ramírez Olivares (Coords.), Confluencias en México. Palabra y género, Puebla, BUAP, 2007, pp. 109-120.
- "From perfect beauty to a conscious life: an elucidation of the postromantic import of love and friendship, based on Henry James's the spoils of Poynton", Anna-Teresa Tymieniecka (Ed.), Beauty's appeal. Measure and excess, Springer, Dordrecht, 2008, pp. 103-126.
- "Del cine de acción a la acción del cine en la cultura", Víctor Gerardo Rivas (Coord.), La imagen en la cultura contemporánea. Una mirada desde la perspectiva de la Historia del arte y la filosofía, Puebla, BUAP, 2009, pp. 121-148.
- “De los misterios del amor a las tinieblas de la fe: Meditación sobre la irracionalidad del cristianismo a partir de los villancicos que Sor Juana escribió para la Catedral de Puebla”, Alejandro Palma Castro (Ed.), Mosaicos de translocalidad. Poesía en Puebla desde la Colonia hasta la actualidad, Puebla,SCEP/BUAP, 2009, pp. 46-70.